# Tecmerium spermophagia
Tecmerium spermophagia é uma espécie de insetos lepidópteros, mais especificamente de traças, pertencente à família Blastobasidae.
A autoridade científica da espécie é Walsingham, tendo sido descrita no ano de 1907.
Trata-se de uma espécie presente no território português.